# Выборы губернатора Тверской области (2016)
Выборы губернатора Тверской области состоялись в Тверской области 18 сентября 2016 года в единый день голосования, одновременно с выборами депутатов заксобрания Тверской области и депутатов Госдумы. Прямые выборы губернатора прошли впервые с 2003 года (в 2007 и 2011 губернатор назначался президентом через процедуру утверждения региональным парламентом).
На 1 июля 2016 года в Тверской области было зарегистрировано 1 088 982 избирателей

## Предшествующие события
С 2011 года пост губернатора занимал Андрей Шевелёв. 2 марта 2016 года Шевелёв подал в отставку по собственному желанию. Временно исполняющим обязанности губернатор был назначен Игорь Руденя.

## Ключевые даты
- 16 июня законодательное собрание Тверской области официально назначило выборы на единственно возможную дату — 18 сентября 2016 года (единый день голосования)[3]
  - 17 июня опубликован расчёт числа подписей, необходимых для регистрации кандидата
  - с 23 июня по 13 июля — период выдвижения кандидатов
  - агитационный период начинается со дня выдвижения кандидата и прекращается за одни сутки до дня голосования
- с 18 июля по 22 июля — представление документов для регистрации кандидатов. К заявлениям должны прилагаться листы с подписями муниципальных депутатов.
- 17 сентября — день тишины
- 18 сентября — день голосования

## Выдвижение и регистрации кандидатов
Губернатором может быть избран гражданин Российской Федерации, достигший возраста 30 лет.
В Тверской области кандидаты выдвигаются только политическими партиями, имеющими в соответствии с федеральными законами право участвовать в выборах. Самовыдвижение не предусмотрено.
С 2013 года кандидат в губернаторы области обязан также представить в избирком письменное уведомление о том, что он не имеет счетов (вкладов), не хранит наличные денежные средства и ценности в иностранных банках.
Каждый кандидат на должность губернатора при регистрации должен представить список из трёх человек, первый из которых, в случае избрания кандидата, станет сенатором в Совете Федерации от правительства региона.

### Муниципальный фильтр
1 июня 2012 года вступил в силу закон, вернувший прямые выборы глав субъектов Российской Федерации. Однако был введён так называемый муниципальный фильтр. Всем кандидатам на должность главы субъекта РФ (как выдвигаемых партиями, так и самовыдвиженцам), согласно закону, требуется собрать в свою поддержку от 5 % до 10 % подписей от общего числа муниципальных депутатов и избранных на выборах глав муниципальных образований, в числе которых должно быть от 5 до 10 депутатов представительных органов муниципальных районов и городских округов и избранных на выборах глав муниципальных районов и городских округов. Муниципальным депутатам представлено право поддержать только одного кандидата.
В Тверской области кандидаты должны собрать подписи 7 % муниципальных депутатов и глав муниципальных образований. Среди них должны быть подписи депутатов районных и городских советов и (или) глав районов и городских округов в количестве 7 % от их общего числа. При этом подписи нужно получить не менее чем в трёх четвертях районов и городских округов, то есть в 33 из 43. По расчёту избиркома каждый кандидат должен собрать от 247 до 259 подписей депутатов всех уровней и глав муниципальных образований, из которых от 56 до 58 — депутатов райсоветов и советов городских округов и глав районов и городских округов не менее чем 33 районов и городских округов области.

## Кандидаты
| Кандидат         | Должность (на момент выдвижения) | Партия            | Статус | Кандидаты в Совет Федерации                       |
| ---------------- | --- | ----------------- | --- | ------------------------------------------------- |
| Илья Клейменов   | врач-стоматолог (терапевт, хирург) стоматологической клиники «Север +» (ООО «Интер», г. Москва, район Северный), депутат Собрания депутатов Конаковского района | Коммунисты России | зарегистрирован                                                                                            | Татьяна Астраханкина Александр Гришин Михаил Ноин |
| Максим Кормушкин | технический консультант ООО «Интернити» | Национальный курс | отказано в регистрации                                                                                     | —                                                 |
| Антон Морозов    | депутат Госдумы 6 созыва (с апреля 2016) от Новгородской области, член комитета по международным делам                                                          | ЛДПР              | зарегистрирован                                                                                            | *** ***                                           |
| Игорь Руденя     | врио губернатора Тверской области со 2 марта 2016 | Единая Россия     | зарегистрирован                                                                                            | Владимир Лукин ***                                |
| Вадим Соловьёв   | депутат Госдумы 6 созыва, зампред комитета по конституционному законодательству и государственному строительству                                                | КПРФ              | отказано в регистрации (избирком принял подписи, собранные в 27 муниципалитетах; требовалось минимум в 33) | Генрих Левкович Игорь Сергеенко Владимир Волков   |

26 июля руководитель регионального избирательного штаба единороссов Олег Балаян заявил журналистам, что партия «Единая Россия» «оказала помощь в сборе подписей кандидатам от партии „Коммунисты России“ Илье Клейменову, от ЛДПР — Антону Морозову».
29 июля было отказано в регистрации кандидату от КПРФ Вадиму Соловьёву. Облизбирком сообщил, что подписи избирателей им были собраны только в 27 муниципалитетах, при том что необходимо в 33. Соловьев пытался оспорить данное решение в областном суде, но тот отказал ему в удовлетворении иска. 20 августа депутат подал апелляционную жалобу в Верховный суд РФ.
31 августа назначенные КПРФ члены облизбиркома с правом совещательного голоса подали избирательную комиссию заявление с просьбой аннулировать регистрации двум кандидатам (от партий ЛДПР и «Коммунисты России»), так как считают, что при прохождении муниципального фильтра был применен административный ресурс, «осуществлялось давление на депутатов и глав сельских поселений с целью подписания листов поддержки за кандидатов в губернаторы Клейменова и Морозова».

## Итоги выборов
В выборах в приняли участие 448 641 человек, таким образом явка избирателей составила 41,47 %.
| Явка избирателей                                      | Явка избирателей                                      | Явка избирателей | Явка избирателей |
| ----------------------------------------------------- | ----------------------------------------------------- | ---------------- | ---------------- |
| Число избирателей, включённых в список избирателей    | Число избирателей, включённых в список избирателей    | 1 081 938        | 100 %            |
| Из них приняли участие в выборах (выдано бюллетеней)  | Из них приняли участие в выборах (выдано бюллетеней)  | 448 641          | 41,47 %          |
| Из принявших участие в выборах проголосовали досрочно | Из принявших участие в выборах проголосовали досрочно | 0                | 0 %              |
| Процент испорченных бюллетеней                        |                                                       |                  |                  |
| Приняли участие в голосовании (возвращено бюллетеней) | Приняли участие в голосовании (возвращено бюллетеней) | 448 006          | 100 %            |
| Из них действительных бюллетеней                      | Из них действительных бюллетеней                      | 432 548          | 96,55 %          |
| Из них недействительных бюллетеней                    | Из них недействительных бюллетеней                    | 15 458           | 3,45 %           |
| Распределение голосов:                                |                                                       |                  |                  |
| 1.                                                    | Игорь Руденя                                          | 322 997          | 72,1 %           |
| 2.                                                    | Антон Морозов                                         | 66 042           | 14,74 %          |
| 3.                                                    | Илья Клейменов                                        | 43 509           | 9,71 %           |
| Число действительных (учтённых) бюллетеней            | Число действительных (учтённых) бюллетеней            | 432 548          | 100 %            |